# Luis Henrique
Luis Henrique Barbosa de Oliveira, född 21 augusti 1993 i Rio de Janeiro, är en brasiliansk MMA-utövare som sedan 2015 tävlar i organisationen Ultimate Fighting Championship.